# Carl Max Schultheiss
Carl Max Schultheiss (* 1885 Nürnberg; † 1961 New York City) war ein deutscher Grafiker, der seit 1940 in den Vereinigten Staaten tätig war.
Carl Max Schultheiss studierte an der ehemaligen Königlichen Kunstgewerbeschule Nürnberg und an der Münchner Akademie unter Wilhelm von Diez.
Schultheiss heiratete im Jahre 1914 Alice Trier. Er war hauptsächlich als Radierer und Buchgrafiker tätig, beschäftigte sich auch mit der Wandmalerei.
Schultheiss wanderte im Mai 1939 nach Großbritannien aus. Er kam im März 1940 in die Vereinigten Staaten, wo er seite Tätigkeit fortsetzte. Um 1951 fing er an, mit in Farbendruck zu experimentieren.
Carl Max Schultheiss wurde zum Mitglied der National Academy of Design in New York gewählt, wurde mit dem John-Taylor-Arms-Preis auf der 29. Jahresausstellung des Vereins der Amerikanischen Grafiker ausgezeichnet. Er stellte seine Werke in den Carnegie Museums of Pittsburgh, Art Institute of Chicago und in der Library of Congress aus. Im Jahre 1946 fand eine Einzelausstellung seiner Werke in der Corcoran Gallery of Art in Washington, D.C. statt.